# Ismail Mahomed
Ismail Mahomed, SCOB (* 5. Juli 1931 in Pretoria; † 17. Juni 2000 in Johannesburg) war ein südafrikanischer Jurist und von 1994 bis 1998 Richter am Verfassungsgericht der Republik Südafrika, von 1992 bis 1999 Chief Justice Namibias und von 1998 bis 2000 als Chief Justice of South Africa.

## Ausbildung und beruflicher Werdegang
Geboren als Sohn indischstämmiger Ladenbesitzer besuchte Mahomed die Pretoria Indian Boys’ High School. Nachdem er dort 1950 seinen Abschluss gemacht hatte, nahm er das Studium an der Witwatersrand-Universität auf. Dort wurde ihm zweimal der Bachelor of Arts verliehen, einmal 1953 und ein weiteres Mal 1954 mit Schwerpunkt Politikwissenschaft. Zudem erwarb er dort 1957 den Bachelor of Laws.
Nach dem Abschluss seines Studiums wollte er sich zunächst in seiner Heimatstadt Pretoria als Anwalt niederlassen. Die dortige Rechtsanwaltskammer versagte ihm, wegen seiner Hautfarbe, jedoch die Zulassung, sodass er in Johannesburg als Anwalt tätig wurde, da die Zulassung dort nicht auf Weiße beschränkt war. Auch dort war er aber zur Zeit der Apartheid wegen seiner ethnischen Herkunft starken Repressalien ausgesetzt. So durfte er beispielsweise keine eigenen Büroräume anmieten, um seine Kanzlei zu betreiben, sondern musste die Büros von Kollegen nutzen oder seine Fälle in der Bibliothek bearbeiten. Aufgrund dieser Erfahrungen nahm Mahomed an zahlreichen politischen Verfahren teil und verteidigte Apartheidsgegner. Neben seiner Anwaltszulassung in Südafrika wurde Mahomed in Lesotho, Botswana, Swasiland und Simbabwe zugelassen. 1984 wurde er zudem als Barrister in England zugelassen. 1974 war er der erste nicht-weiße Anwalt in der Geschichte Südafrikas, der zum Kronanwalt ernannt wurde. 1979 wurde er auf eine Stelle als Richter am höchsten Berufungsgericht von Swasiland berufen. Drei Jahre später übernahm er zudem eine Richterstelle in Lesotho. Mit der Unabhängigkeit Namibias wurde Mahomed von der neuen Regierung gebeten, sich an der Ausarbeitung der Verfassung zu beteiligen. Später wurde er auf den Posten des Vorsitzenden Richter des Supreme Court Namibias berufen. Zudem wurde er zum Richter am Court of Appeal, dem höchsten Berufungsgericht Lesothos, ernannt. Mit dem Ende der Apartheid war Mahomed der erste nicht-weiße Richter am Supreme Court of South Africa. 1994 ernannte ihn Nelson Mandela zum Richter am Verfassungsgericht der Republik Südafrika. Ab 1998 stand er dem Gericht als Chief Justice vor. Diese Position hatte er bis zu seinem Tod im Jahr 2000 inne.

## Sonstiges
Mahomed war mit Hawo Mahomed verheiratet. Er verstarb an den Folgen eines Pankreastumors in einem Krankenhaus in Johannesburg. Beigesetzt wurde er in seiner Heimatstadt Pretoria. An der Trauerfeier am 19. Juni 2000 nahm neben dem Präsidenten Südafrikas Thabo Mbeki auch der Staatspräsident Namibias Sam Nujoma teil. Zur Erinnerung an Mahomed wurde 2003 vor dem Gebäude des Obersten Gerichtshofs in Windhoek eine Skulptur von ihm enthüllt.

## Auszeichnungen (Auswahl)
- Ehrenprofessor der Witwatersrand-Universität
- Ehrendoktorwürde der University of Delhi
- Ehrendoktorwürde der University of Pennsylvania
- Order of the Baobab in Gold (2002, postum)

## Publikationen (Auswahl)
- The judiciary and constitutionalism in a democratic society. In: CIJL Yearbook. Vol. 7 (1998), ISSN 0252-0354, S. 15–29.
- Constitutional Court of South Africa. In: Cheryl Saunders (Hrsg.): Courts of Final Jurisdiction : the Mason Court in Australia. Federal Press, Annandale, NSW 1998, ISBN 1-86287-206-6, S. 167–173.